# Локалитет Солнок
Археолошко налазиште Солнок је недалеко од села Добринци код Руме. Простире се на површини од 30 хектара. На локалитету се налазе остаци римског војног утврђења (лат. Caput Bassianense), цивилно насеље и некропола.
Прва истраживања овог локалитета изведена су током 1882. године. Тада је откривен део римске некрополе северно од утврђења. У наставку истраживања 1966. и касније 1983-86. године откривени су бројни покретни налази, а на површини земље и данас се могу видети остаци од опека, камена, кречног малтера, архитектонске пластике, мермерне оплате, мозаичких коцкица, опеке са жигом легије II лат. Adiutrix, као и остали бројни покретни археолошки материјал. Током 1992. године откривено је да се ради о утврђењу на површини од 18 хектара, са 25 истурених квадратних кула које су постављене на 40-45 м растојања. Утврђење је подигнуто у II, а обновљено у III веку. У њему је било седиште легије II лат. Adiutrix. Насеља и некрополе наставили су своје трајање и у IV веку. 
Археолошко налазиште је јединствен римски војни логор на територији римске провинције Панонија Инфериор. Римско утврђење је због своје очуваности, величине и могућности истраживања и презентације од посебног значаја за проучавање прошлости, начина становања, сахрањивања и војне одбране у периоду Римског царства.
Локалитет је под заштитом Републике Србије од 10. 05.2012. године.